# Campaign Against Female Genital Mutilation
La Campaign Against Female Genital Mutilation (Campagna contro la Mutilazione Genitale Femminile) consiste in una serie di campagne diffuse a livello globale con lo scopo di combattere il fenomeno della mutilazione genitale femminile (MGF). Si tratta della più antica organizzazione internazionale che si focalizza sulla lotta alla mutilazione genitale femminile. Essa mira a legare tra loro vari gruppi di attivisti presenti nei Paesi dove ancora si pratica la mutilazione genitale sulle donne per propagare informazioni, comunicazioni e strategie organizzative. Lo scopo è quello di incoraggiare questi gruppi a porre fine alla mutilazione genitale femminile, ad assicurarsi che tale pratica si estingua del tutto nei Paesi che la praticano e a fornire protezione a donne e bambine costrette a lasciare il proprio Paese per paura di subire la mutilazione. Come partecipante dello United Nations Global Compact, la Campaign Against Female Genital Mutilation si impegna a combattere la MGF unendo i gruppi di attivisti locali e incoraggiando gli enti dei Paesi interessati ad aiutare tali gruppi attraverso iniziative mirate alla valorizzazione del ruolo della donna.